# Шёни, Бенуа
Бенуа Шёни (фр. Benoît Schœny; 1762—1807) — французский военный деятель, командир эскадрона (1807 год), участник революционных и наполеоновских войн.

## Биография
Родился в семье Антуана Шёни (фр. Antoine Schœny; 1726—1788) и его супруги Мадлен Юль (фр. Madeleine Uhl; 1730—1786).
Начал службу 8 сентября 1782 года простым солдатом в 3-м гусарском полку, в котором провёл всю карьеру до самой гибели. 2 мая 1791 года стал бригадиром, 1 ноября 1792 года - вахмистром и 1 июля 1792 года - младшим лейтенантом. Проявил большую храбрость в ходе Революционных войн в составе различных армий. 29 ноября 1793 года отличился при Кайзерслаутерне, где с 25 гусарами прикрывал отступление армии. 4-й кавалерийский полк оборонял мост, по которому должна была пройти армия. Этот полк, выдержав три последовательные атаки, уже был готов сдаться численности неприятеля, когда прибыл Шёни со своим отрядом. Он атаковал противника с такой силой, энергией и дерзостью, что заставил его отступить и взял в плен командира колонны, отправившись искать его среди своих солдат. За эти действия храбрый офицер 15 апреля 1794 года был произведён в лейтенанты. 11 мая 1794 года сражался у Кортрейка. Когда враг пришёл для блокады города, французская армия совершила вылазку. 3-й гусарский полк сформировал авангард. Лейтенант Шени, поставленный с 50 гусарами впереди, на дороге из Кортрейка в Менен, увидел на небольшом расстоянии от себя вражеские батареи, поддерживаемые отрядом драгун. Бенуа запросил и получил разрешение захватить батарею. Немедленно последовал приказ атаковать, орудия были захвачены, а также его кессоны и восемь тягловых коней, и в добавок 15 конных драгун. 30 мая 1794 года получил звание капитана и продолжил подавать пример бесстрашия. 18 апреля 1797 года, при переправе через Рейн в Нойвиде, ему было поручено захватить Дирсдорфский заслон, который удерживал корпус противника. Подойдя к нему, он понял, что силой взять его невозможно. Тогда он на своей лошади и в сопровождении нескольких лучших гусар пересёк город и заставил 500 человек, охранявших город, сложить оружие. В декабре 1799 года, командуя аванпостами под Брухзалем, он выбил гусаров Бланкенштайна из деревни Икленген; семеро из них были убиты его рукой, и ещё 11 с 13 лошадьми он взял в плен. Эта серия блестящих поступков привлекла к нему внимание Первого консула, который 20 ноября 1801 года вручил Шёни почётную саблю.
9 января 1802 года в Руффаше женился на Марии Шён (фр. Marie Rose Henriette Schœn; 1782—1807), от которой имел дочь.
С 1803 по 1805 годы служил в лагере Монтрёй. С 1805 по 1807 года участвовал в кампаниях в рядах бригады лёгкой кавалерии Кольбера, которая входила в состав 6-го корпуса маршала Нея Великой Армии. 22 ноября 1806 года получил звание командира эскадрона. 6 февраля 1807 года был тяжело ранен в сражени при Хоффе, и 9 февраля умер в Ландсберге от полученных ран.

## Награды
- Почётная сабля (20 ноября 1801 года)

 Легионер ордена Почётного легиона (24 сентября 1803 года)
 Офицер ордена Почётного легиона (14 июня 1804 года)